# Profesor Saviliano de geometría

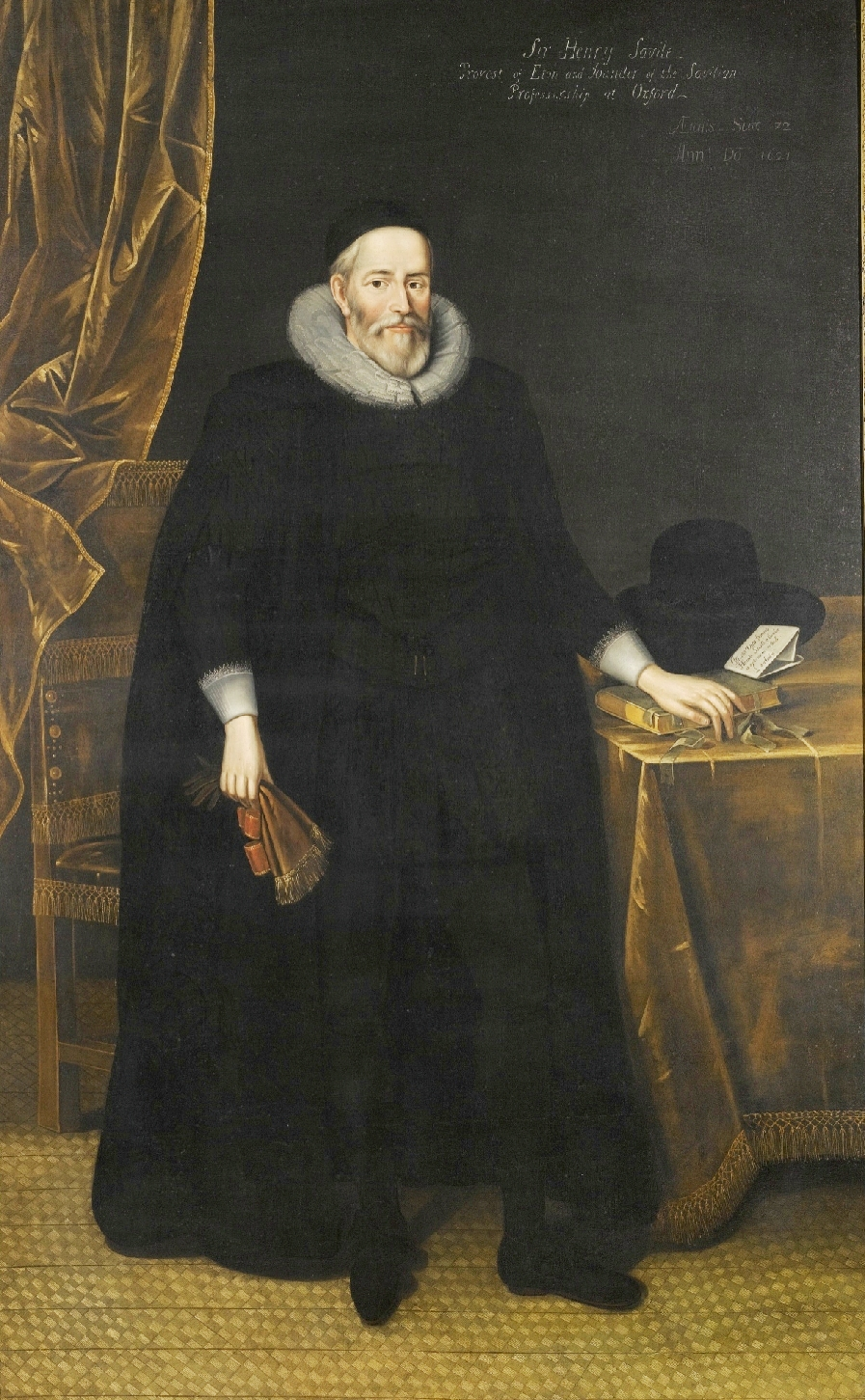
Sir Henry Savile, fundador de la cátedra Saviliana.

El puesto conocido como profesor Saviliano de geometría o cátedra Saviliana de geometría se estableció en la Universidad de Oxford en 1619, al mismo tiempo que la cátedra Saviliana de astronomía. Fue fundada por Sir Henry Savile, un matemático y erudito clásico que fue alcaide («warden») del Merton College y rector del Colegio de Eton, reaccionando a lo que ha sido descrito como «el miserable estado de los estudios matemáticos en Inglaterra» en ese momento. Henry Briggs fue el primer profesor nombrado para la cátedra. Hasta el momento, han sido designados en total 20 profesores Savilianos de geometría, siendo la más reciente Frances Kirwan, designada en 2017. Profesores anteriores fueron Edmund Halley, astrónomo y Baden Powell, padre de Robert Baden-Powell, fundador del escultismo. Edward Titchmarsh (profesor desde 1931 hasta 1963), al solicitar la plaza, afirmó que no estaba preparado para impartir clases sobre geometría y el requisito fue retirado de los deberes del cargo para permitir su nombramiento, aunque no se ha cambiado el título de la cátedra. Las dos cátedras Savilianas están vinculadas a membresías en el New College de Oxford desde finales del siglo XIX. Antes de esa época, en los más de 175 años de historia del puesto, los profesores de geometría tenían una residencia oficial adyacente a la Universidad en New College Lane.

## Lista de profesores
| Duración           | Docente                   |
| ------------------ | ------------------------- |
| 1619 - 1631        | Henry Briggs              |
| 1631 - 1649        | Peter Turner              |
| 1649 - 1691        | John Wallis               |
| 1691 - 1704        | David Gregory             |
| 1704 - 1742        | Edmond Halley             |
| 1742 - 1765        | Nathaniel Bliss           |
| 1765 - 1766        | Joseph Betts              |
| 1766 - 1797        | John Smith                |
| 1797 - 1810        | Abraham Robertson         |
| 1810 - 1827        | Stephen Peter Rigaud      |
| 1827 - 1861        | Baden Powell              |
| 1861 - 1883        | Henry John Stephen Smith  |
| 1883 - 1897        | James Joseph Sylvester    |
| 1897 - 1920        | William Esson             |
| 1920 - 1932        | Godfrey Harold Hardy      |
| 1932 - 1963        | Edward Charles Titchmarsh |
| 1963 - 1969        | Michael Francis Atiyah    |
| 1969 - 1995        | Ioan MacKenzie James      |
| 1995 - 1997        | Richard Lawrence Taylor   |
| 1997 - 2016        | Nigel James Hitchin       |
| 2017 - en el cargo | Frances Kirwan            |